# Sylvain Maréchal
Pierre Sylvain Maréchal (15. srpna 1750, Paříž, Francie – 18. ledna 1803, Montrouge) byl francouzský osvícenecký myslitel, ateista, básník, spisovatel, dramatik a publicista. Byl účastníkem Babeufova spiknutí rovných.

## Život
Narodil se roku 1750 v Paříži v rodině obchodníka s vínem a vystudoval právo. Ve věku dvaceti let publikoval sbírku idyl Bergeries, jejíž úspěch mu v roce 1770 dopomohl k místu asistenta knihovníka v Mazarinově knihovně. V tomto období se zajímal o deismus i ateismus a věnoval se studiu věd a filozofů 18. století; značný vliv na něho měli Rousseau, Voltaire, Holbach, Diderot, Helvétius. Vytvořil si i vlastní představu o agrárním socialismu s kolektivním vlastnictvím nemovitostí a začal kritizovat náboženství a absolutismus. V roce 1774 byl propuštěn z Mazarinovy knihovny a pronásledován pro parodistické parafráze žalmů, které poukazovaly na pošlapávání lidské důstojnosti a sociální nespravedlnost.
Těsně před revolucí strávil 4 měsíce ve vězení, protože uveřejnil Almanach počestných lidí (Almanach des Honnêtes Gens, 1788), který byl odsouzen k veřejnému spálení katem. Tento spis byl vlastně pokusem o vytvoření nového kalendáře, ve kterém by světce nahradili mučedníci svobody, vědci a jiní myslitelé. Své další práce již Maréchal publikoval zpravidla anonymně, aby se uchránil před pronásledováním.
Za Velké francouzské revoluce byl stoupencem nejradikálnějšího křídla jakobínů a podporoval je řadou článků, a to zejména v týdeníku Révolutions de Paris [Revoluce pařížská], který redigoval. V období direktoria se stal jedním z předáků Babeufova spiknutí rovných, ale jeho účast na spiknutí zůstala utajena, takže nebyl popraven ani vězněn. V posledních letech svého života se Maréchal stáhl z aktivní politiky a věnoval se literární práci a ateistické propagandě. Zemřel 18. ledna 1803 v Montrouge.

## Dílo
Z poměrně bohaté Maréchalovy tvorby uvádíme několik významnějších spisů:
- Livre échappé du déluge (1784) – Kniha, která přečkala potopu
  - Parodie na bibli. Všichni lidé se rodí svobodní a rovnoprávní a mohou se obejít nejen bez špatných králů, ale i bez monarchů dobrých.
- Almanach des Honnêtes Gens (1788) – Almanach počestných lidí
- Le Lucrèce français, fragments d’un poème (konečné znění 1798) – Francouzský Lucretius, fragmenty poémy
  - Stále doplňovaná a rozšiřovaná poéma měla postupně několik názvů: Fragments d’un poème moral sur Dieu (1781) [Fragmenty morální poémy o Bohu], Dieu et les prêtres (1793) [Bůh a kněží]; teprve v roce 1798 vyšla shora uvedená konečná verze. V první verzi z roku 1781 měla 50 „fragmentů" (zpěvů), v konečném znění 133. Poéma je prodchnuta vášnivým patosem hledačství a konfrontuje všudypřítomné zlo s existencí Boha. Maréchal dospěl k závěru, že Bůh je buď zlomyslný, nebo neexistuje. Svět je vězení bez světla, lidé jsou katy nebo oběťmi. Odsuzuje politickou a majetkovou nerovnost, vyzývá lidi, aby přestali být otroky kněží a povstali k lidské důstojnosti.[4]
- Correctif á la Révolution (1793) – Připomínky k revoluci
  - V této anonymně vydané práci kritizuje Maréchal jakobínskou diktaturu zleva. Podle jeho názoru nemůže být svoboda a rovnost, dokud budou existovat páni a sluhové, chudí a bohatí.[5]
- Jugement dernier des rois (1793) – Poslední soud nad králi
  - Tato jednoaktovka, která má podtitul Věštba o jednom jednání, vznikla na počátku jakobínské diktatury a byla prvně hrána v říjnu 1793, dva dny po popravě Marie Antoinetty. V této hře jsou potentáti hromadně internováni na pustém ostrově, kde se „s chamtivostí této čeládce vrozenou" servou o příděl potravin;[6] nakonec všechny monarchy pohltí výbuch sopky, jenž byl na jevišti předveden s použitím ohňostroje.[7]
- Culte et lois d'une société d'hommes sans Dieu (1798) – Kult a zákony lidské společnosti bez Boha
- Les Voyages de Pythagore (1799) – Pythagorovy cesty
  - Šestisvazkový román spojuje tendenci protináboženskou s motivy ohlašujícími utopický socialismus.[8]
- Dictionnaire des Athées anciens et modernes (1800) – Slovník starověkých a novodobých ateistů
- Manifeste des Égaux (1801) – Manifest rovných
  - Jako jeden z předáků Babeufova spiknutí redigoval Maréchal Manifest rovných, ale vnesl do něho anarchistické a značně zjednodušující rovnostářské formulace, které by Babeuf neschválil, např. „Nechť zhynou, bude-li třeba, všechna umění, jen když zůstane skutečná rovnost."[9]
- Pour et contre la Bible (1801) – Pro bibli a proti

### České a slovenské překlady
- MARÉCHAL, Pierre Sylvain. Ateisti. 1. vyd. Bratislava: Slovenské vydavateľstvo politickej literatúry, 1959. 72 s.